# Nowe Miasto (Dzierżoniów)
Nowe Miasto – dzielnica Dzierżoniowa, położona w powiecie dzierżoniowskim, w województwie dolnośląskim. Znajduje się w centralnej części miasta.